# Miss Bolivia 2006
La 27.ª edición del certamen Miss Bolivia, correspondiente al año 2006 en la ciudad de Santa Cruz de la Sierra. Concursantes de los nueve departamentos bolivianos compitieron por este título de belleza. Al finalizar la velada, la Miss Bolivia 2005, Desiree Durán, entregó la corona a su sucesora Jessica Jordan.

## Ganadoras
| Resultado Final               | Departamento                                                 | Candidata                                                                 |
| ----------------------------- | ------------------------------------------------------------ | ------------------------------------------------------------------------- |
| Miss Bolivia Universo         | Srta. Beni                                                   | Jessica Jordan Burton                                                     |
| Miss Bolivia Mundo            | Miss Beni                                                    | Ana María Ortiz Rodal                                                     |
| Miss Bolivia Internacional    | Srta. Santa Cruz                                             | Pamela Justiniano                                                         |
| Reinado Internacional de Café | Miss Santa Cruz                                              | Katherine Barba Aldunate                                                  |
| Top 8                         | - Miss Amazonia - Stra. Litoral - Miss Litoral - Miss Potosí | - Éricka Justiniano - Alejandra Daher - Nataly Suárez - Katherine Cuéllar |

## Candidatas
| Departamento     | Candidata                  | Edad    | Estatura | Estudios                       |
| ---------------- | -------------------------- | ------- | -------- | ------------------------------ |
| Miss Amazonia    | Éricka Justiniano          | 18 años | 175 cm   | Administración General         |
| Miss Beni        | Ana María Ortiz Rodal      | 18 años | 180 cm   | 4.º Medio – Escuela            |
| Srta. Beni       | Jessica Anne Jordan Burton | 21 años | 175 cm   | Arte y Teatro                  |
| Miss Chuquisaca  | Marta Forest               | 24 años | 168 cm   | Egresada de Contaduría Pública |
| Srta. Chuquisaca | Katlen Íñiguez             | 17 años | 165 cm   | Cursa Secundaria               |
| Miss Cochabamba  | Verónica Uribe             | 21 años | 168 cm   | Ingeniería de Sistemas         |
| Srta. Cochabamba | Jisel Saavedra             | 19 años | 172 cm   | Turismo                        |
| Miss La Paz      | Edith Bonadona             | 19 años | 176 cm   | Medicina                       |
| Stra. La Paz     | Carol Alvizuri             | 18 años | 178 cm   | Comunicación Social            |
| Miss Litoral     | Nataly Suárez              | 21 años | 173 cm   | Relaciones Públicas            |
| Srta. Litoral    | Alejandra Daher            | 19 años | 173 cm   | Ingeniería Petrolera           |
| Miss Oruro       | Marcela Ríos               | 18 años | 173 cm   | Ingeniería Comercial           |
| Srta. Oruro      | Vianka Terrazas            | 21 años | 165 cm   | Ingeniería Comercial           |
| Miss Pando       | Gandy Bertoni              | 17 años | 175 cm   | Cursa Secundaria               |
| Srta. Pando      | Simoni Muñoz               | 17 años | 173 cm   | Cursa Secundaria               |
| Miss Potosí      | Katherine Cuéllar          | 21 años | 170 cm   | Medicina                       |
| Srta. Potosí     | Patricia Alvarado          | 23 años | 170 cm   | Ingeniería Civil               |
| Miss Santa Cruz  | Katherine Barba            | 18 años | 179 cm   | 4.º medio                      |
| Srta. Santa Cruz | Pamela Justiniano          | 18 años | 177 cm   | 4.º medio                      |
| Miss Tarija      | Mariana Castellanos        | 19 años | 173 cm   | Ingeniería Comercial           |
| Miss Valles      | Jaqueline Calderón         | 19 años | 174 cm   | Bachiller en Humanidades       |

- Datos: Q19486070